# Calyptrophora clarki
Calyptrophora clarki is een zachte koraalsoort uit de familie Primnoidae. De koraalsoort komt uit het geslacht Calyptrophora. Calyptrophora clarki werd in 1951 voor het eerst wetenschappelijk beschreven door Bayer. 